# حسن كمال
حسن كمال (بالهندية: हसन कमाल؛ بالإنجليزية: Hasan Kamal) هو كاتب أغاني وشاعر هندي، ولد في 1943 في لكناو في الهند.

## وصلات خارجية
- حسن كمال على موقع IMDb (الإنجليزية)
- حسن كمال على موقع ميوزك برينز (الإنجليزية)